# Sofitel Marseille Vieux-Port
Le Sofitel Marseille Vieux Port est un hôtel cinq étoiles appartenant à la chaîne Sofitel du groupe Accor qui le gère. Il est situé dans le 7e arrondissement de Marseille, à proximité du Vieux-Port et du palais du Pharo.

## Présentation
Il est à noter que le Sofitel Marseille Vieux Port se positionne, tout comme le Novotel voisin (qui appartient également au groupe Accor), comme leader de l’hôtellerie de luxe à Marseille. Les travaux de rénovation du Sofitel et Novotel entrepris en 2009 ont été particulièrement encouragés par la ville, en vue d'accueillir des étrangers à l'occasion du 6e forum mondial de l'eau tenu en 2012 mais aussi en 2013 à l'occasion du titre de Capitale européenne de la culture attribué à la ville de Marseille.
Lors de ces travaux de rénovation, la décoration intérieure a été confiée aux architectes Marc Hertrich et Nicolas Adnet qui ont souhaité s'inspirer de l'histoire maritime de la ville. L'hôtel possède un restaurant gastronomique « Les Trois Forts », une brasserie « Le Carré Bistromanie » et un bar panoramique en rooftop « Le Dantès Skylounge ».